# MRPL43
MRPL43 (англ. Mitochondrial ribosomal protein L43) – білок, який кодується однойменним геном, розташованим у людей на 10-й хромосомі. Довжина поліпептидного ланцюга білка становить 215 амінокислот, а молекулярна маса — 23 431.
| 10         |  | 20         |  | 30         |  | 40         |  | 50         |
| ---------- |  | ---------- |  | ---------- |  | ---------- |  | ---------- |
| MTARGTPSRF |  | LASVLHNGLG |  | RYVQQLQRLS |  | FSVSRDGASS |  | RGAREFVERE |
| VIDFARRNPG |  | VVIYVNSRPC |  | CVPRVVAEYL |  | NGAVREESIH |  | CKSVEEISTL |
| VQKLADQSGL |  | DVIRIRKPFH |  | TDNPSIQGQW |  | HPFTNKPTTF |  | RGLRPREVQD |
| PAPAQDTGLR |  | LSAVAPQILL |  | PGWPDPPDLP |  | TVDPISSSLT |  | SAPAPMLSAV |
| SCLPIVPALT |  | TVCSA      |  |            |  |            |  |            |

A: Аланін

C: Цистеїн

D: Аспарагінова кислота

E: Глутамінова кислота

F: Фенілаланін

G: Гліцин

H: Гістидин

I: Ізолейцин

K: Лізин

L: Лейцин

M: Метіонін

N: Аспарагін

P: Пролін

Q: Глутамін

R: Аргінін

S: Серин

T: Треонін

V: Валін

W: Триптофан

Кодований геном білок за функціями належить до рибонуклеопротеїнів, рибосомних білків. 
Задіяний у такому біологічному процесі, як альтернативний сплайсинг. 
Локалізований у мітохондрії.